# Almere Jungle
Almere Jungle is een dierenpark, zorginstelling, dierenopvang en botanische tuin in de gemeente Almere en werd opgericht in 1996.
Volgens de site van Dier en Park, geraadpleegd op 22 augustus 2022, is Almere Jungle lid van deze vereniging.

## Geschiedenis
Rond 1976 tot begin jaren 90 was het terrein ingericht als een volkstuincomplex. De gemeente Almere en Staatsbosbeheer hebben het gebied ontwikkeld tot het huidige stadslandgoed de Kemphaan waar Almere Jungle een onderdeel van is.
Er is voornamelijk opvang voor zoogdieren, reptielen, vissen, vogels en insecten. Het is opgezet als een sociale werkplaats en telde in 2016 meer dan 70 cliënten. In 2022 zijn er meer dan 200 cliënten in de dagbesteding, die zowel jeugd- als volwassenenzorg behelst. Het verzorgen van de dieren wordt zoveel mogelijk gedaan door de cliënten die worden bijgestaan door professionele begeleiders. Naast de dierverzorging zijn cliënten actief in de horeca, de techniek, creationslab, winkel, groenverzorging en meer. 
Almere Jungle is een stichting. Sinds 10 oktober 2016 heeft het dierenpark een dierentuinvergunning. Vanaf dat moment begon het groeien pas echt. Doordat er maar één hectare grond is, is uitbreiding niet mogelijk en wordt de bestaande indeling regelmatig vernieuwd en verbeterd. Er zijn plannen voor uitbreiding

## Diersoorten
Dit overzicht is mogelijk incompleet; u kunt helpen door het uit te breiden.
In Almere Jungle zijn verschillende diersoorten te vinden. Hieronder een overzicht van de diersoorten die er te vinden zijn.

### Geleedpotigen
- Argentijnse kakkerlak
- Aziatische bosschorpioen
- Braziliaanse zalmroze vogelspin
- Chileense vogelspin
- Flappentak
- Rozenkever
- Keizerschorpioen
- Peruaanse wandelende tak

### Ongewervelden
- Afrikaanse reuzenslak

### Reptielen
- Baardagaam
- Blauwtongskink
- Brilkaaiman
- Griekse landschildpad
- Groene leguaan
- Kolenbranderschildpad
- Luipaardgekko
- Moerasschildpad
- Roodwangschildpad
- Rattenslang
- Sporenschildpad
- Tijgerpython
- Tokeh gekko

### Vissen
- Arowana
- Maanvis
- Reuzengoerami
- Pauwoogzoetwaterrog
- Roodbuikpiranha
- Spiegelkarper
- Zwarte pacu

### Vogels
- Bengaalse oehoe
- Brahma kip
- Diamantduif
- Grasparkiet
- Grijze roodstaartpapegaai
- Kalkoen
- Kerkuil
- Kingduif
- Nandoe
- Pauwstaartduif
- Pekingeend
- Roodschoudertaling
- Rosé kaketoe
- Valkparkiet
- Zilverfazant
- Zwartnekarassari

### Zoogdieren
- Alpaca
- Hudsoneekhoorn
- Cavia
- Fret
- Klauwaapjes
- Konijn
- Stekelvarken
- Stokstaartje
- Tamme rat
- Wasberen
- Witoorpenseelaapje